# 計算等価性原理
計算等価性原理 (けいさんとうかせいげんり, 英語:Principle of computational equivalence) とは、自然界のすべての現象はシンプルなアルゴリズムで再現できるというスティーブン・ウルフラムの主張。一見して複雑な現象でも、複雑な方程式によることなく説明できるという点において、従来の科学的アプローチとは一線を画している。